# Toyz in the Hood
Toys in the Hood, es el quinto episodio de la serie de comedia estadounidense Robot Chicken (Pollo robot en el doblaje).

## Lista de sketchs

### Mono vaquero
Un mono, parecido a Diddy Kong, monta un perro, sosteniendo una cuerda.

### El Hada de los Dientes
Cuando el hada de los dientes deja la moneda, los padres del niño empiezan a discutir, y el padre mata a la madre con una escopeta. Momentos después, el hada entra en la habitación del padre; tras una larga discusión, el hada mata al padre con la misma escopeta y entra al cuarto del niño a hablar con él.

#### Final alternativo 1
Tras el asesinato de la esposa, el hada sale a enfrentar al padre, pero es asesinada. Entonces el padre entra a la habitación de su hijo con una camisa ensangrentada y le dice que empaque, ya que se irían a Disneylandia. Cuando el niño pregunta si su madre vendrá, el padre simplemente responde "Disneylandia".

#### Final alternativo 2
Al igual que en el anterior, el padre asesina al hada, pero justo en el momento en el que entra la policía. Tras un intercambio de palabras, el padre abre fuego contra la policía, que le responde de igual modo. El padre es arrestado, dejando al niño solo en su casa. Momentos después, una banda, el hada de los dientes, un bailarín hawaiano y un hombre en terno, entran al cuarto del niño, entregándole un cheque a la vez que le dicen "Este fue el sketch más oscuro en la historia de la televisión". Después de eso todos cantan "Sketch más oscuro, sketch más oscuro".

### Muchacho saltando sobre un auto
Un adolescente salta sobre un automóvil que se dirigía hacia él. Luego el chico le dice a sus amigos "¿Vieron eso?", y otro automóvil lo atropella.

### Estornudo
Un hombre le propone matrimonio a una chica, pero ella le responde estornudándole.

### Zombi
Un zombi gruñe mientras trae consigo una cabeza humana. Luego saca un sorbete, lo coloca en la cabeza y bebe de ella.

### Pilotos inmaduros (parte 1)
Un avión entra en turbulencia y el capitán dice que todo está bien. Un hombre le dice a una mujer que ese tipo de cosas son normales. Entonces el capitán dice que el copiloto no deja de coger el timón de control, a lo cual el copiloto responde que el timón es de la aerolínea y que puede tocarlo cuantas veces quiera. Los pasajeros se empiezan a preocupar y el avión empieza a perder el control.

### Payaso encarcelado
Un payaso se ríe, entonces rejas de cárcel aparecen en frente suyo, implicando que ha sido encarcelado.

### Pilotos inmaduros (parte 2)
Aparece un niño preguntándole a un pollo por qué cruzó la calle. Antes de que el pollo pueda responder, el avión de la primera parte del sketch se estrella en un granero y los mata.

### Villanos atrapados en el tráfico
Cuatro villanos están atrapados en el tráfico y van a llegar tarde al trabajo. Skeletor quien maneja, está siendo criticado por dejar a los carros pasar como una "cortesía". El comandante de Cobra está molesto por una camioneta que dice que tiene un estudiante de honor en la primaria Fancher. El comandante dice que destruirá la primaria Fancher. Lex Luthor se molesta cuando dos niños de un carro vecino le muestran un letrero que dice "Apestas". Luthor dispara a las llantas del automóvil de los niños, a lo que Mumm-ra responde que no le dio a los niños. Por otro lado, todos los villanos maldicen cuando Skeletor se arroja un gas mientras las ventanas estaban cerradas, ya que no pudieron abrirlas. Finalmente después de llegar al parqueo, su sitio es ocupado por los superhéroes, lo que provoca que Luthor intente teletransportarse al trabajo, apareciendo en el automóvil de los niños que lo molestaron.

### Feliz cumpleaños
Un hombre y su amigo están en un bar deportivo donde un grupo les canta la canción de cumpleaños. El amigo arroja torta al cumpleañero, por lo que este lo golpea en el rostro.

### Metidas de pata
El programa Bloopers trae ahora muchas más situaciones cómicas.

#### Reporteros
En el programa The Today Show la reportera informa que el panda Ling-Ling (del primer episodio de Metidas de pata) fue sacrificado. Justo entonces aparecen Spiderman, Tarzan y Al Roker, estrellándose contra la ventana. El anfitrión de Metidas de Pata dice "Que alguien traiga Windex" (un limpiador de ventanas).

#### Vecindario de Mr. Roggers
Mr. Roggers se electrocuta al tocar los rieles de un tren eléctrico, mientras hablaba de compartir. Entonces llama al niño que armó el tren diciéndole que las vías están demasiado cerca del lago y que solucionarían el problema. Entonces sumerge la cabeza del niño en el lago, mientras dice que así se soluciona el problema. Cuando finalmente el niño muere ahogado, Mr. Roggers dice: "Problema resuelto".

#### Al Gore
Aparece un noticiero en el cual se dice que Al Gore ganó el estado de Florida y que ganó las elecciones del año 2000. El anfitrión de Metidas de Pata dice "Oops".

#### CSI: Crime Scene Investigation
Un cirujano opera un cuerpo, que resulta estar lleno de serpientes de juguete. El cirujano se ríe y se corta a sí mismo con el bisturí. Por otro lado, aparece una escena en la cual el actor que representa al cadáver arroja un gas, causando a los investigadores reírse.

#### Metidas de pata deportivas
Aparece una pelota de básquet impactando a un espectador, un chico con una patineta cayendo por escaleras, un ciclista poniendo un metal en las ruedas de una competidora, un gimnasta accidentándose, dos mascotas pegándole a un jugador de béisbol, algunos espectadores cayendo de sus asientos, un niño jugador de fútbol americano siendo aplastado por otros jugadores, la explosión de un Zeppelin y un jugador siendo empalado por una garrocha.

#### El fin
El anfitrión de Metidas de Pata, muere por una sobredosis de medicamentos y alcohol.

## Reparto de voces
- Erika Christensen - Madre
- Donald Faison - Lex Luthor, Mumm-Ra.
- Seth Green - Niño, Comandante de Cobra, Padre, Hombre Gordo, Piloto, Fred Rogers.
- Scarlett Johansson - Hada de los Dientes
- Jamie Kaler - Anfitrión de Metidad de Pata, Copiloto, Dr. Al Robbins
- Breckin Meyer - Hombre, Reportero
- Dan Milano - Skeletor
- Chad Morgan - Katie Couric, Mujer.

## Referencia en el episodio
El título del episodio "Toyz in the Hood" hace una referencia el nombre de la canción "Boyz in the Hood" de Eazy-E.